# نورث بورت
نورث بورت (بالإنجليزية: Northport)‏ هي مدينة أمريكية تقع في ولاية ألاباما.تبلغ مساحة هذه المدينة 38.5 (كم²)،ويبلغ عدد سكانها 23442 نسمة حسب إحصاء سنة 2010 م.تشير الإحصاءات بأن الكثافة السكانية في هذه المدينة تقدر بـ(504.8) نسمة/كم2.

## التركيبة السكانية
حدّد مكتب تعداد الولايات المتحدة بيانات التركيبة السكانية لنورث بورت في تعداد الولايات المتحدة. في ما يلي، التركيبة السكانية حسب تعدادي 2000 و2010.

### تعداد عام 2000
بلغ عدد سكان نورث بورت 19,435 نسمة بحسب تعداد عام 2000، وبلغ عدد الأسر 7,844 أسرة وعدد العائلات 5,255 عائلة مقيمة في المدينة. في حين سجلت الكثافة السكانية 430.4 نسمة لكل كيلومتر مربع (1,114.7/ميل2). وبلغ عدد الوحدات السكنية 8,509 وحدة بمتوسط كثافة قدره 188.4 لكل كيلومتر مربع (488.0/ميل2).
وتوزع التركيب العرقي للمدينة بنسبة 71.11% من البيض و26.03% من الأمريكيين الأفارقة و0.19% من الأمريكيين الأصليين و0.80% من الأمريكيين ذوي الأصول الآسيوية و0.15% من سكان جزر المحيط الهادئ و1.02% من الأعراق الأخرى و0.70% من عرقين مختلطين أو أكثر و1.92% من الهسبانيون أو اللاتينيون من أي عرق.
بلغ عدد الأسر 7,844 أسرة كانت نسبة 35.4% منها لديها أطفال تحت سن الثامنة عشر تعيش معهم، وبلغت نسبة الأزواج القاطنين مع بعضهم البعض 48.3% من أصل المجموع الكلي للأسر، ونسبة 15.7% من الأسر كان لديها معيلات من الإناث دون وجود شريك، بينما كانت نسبة 3% من الأسر لديها معيلون من الذكور دون وجود شريكة وكانت نسبة 33% من غير العائلات. تألفت نسبة 28.6% من أصل جميع الأسر من عدة أفراد يعيشون في نفس المنزل ونسبة 9.7% كانت تتألف من شخص يعيش بمفرده يبلغ من العمر 65 عاماً أو أكثر. وبلغ متوسط حجم الأسرة المعيشية 2.41، أما متوسط حجم العائلات فبلغ 2.98.
بلغ العمر الوسطي للسكان 34.8 عاماً. وكانت نسبة 24.8% من القاطنين تحت سن الثامنة عشر، وكانت نسبة 10.4% بين الثامنة عشر والرابعة والعشرين عاماً، ونسبة 29.2% كانت واقعةً في الفئة العمرية ما بين الخامسة والعشرين والرابعة والأربعين عاماً، ونسبة 21% كانت ما بين الخامسة والأربعين والرابعة والستين، ونسبة 11.8% كانت ضمن فئة الخامسة والستين عاماً فما فوق. يوجد لكل 100 أنثى 84.9 ذكر، ويوجد لكل 100 أنثى في الثامنة عشر من عمرها فما فوق 80.8 ذكر.
بلغ متوسط دخل الأسرة في المدينة 27,743 دولارًا، أما متوسط دخل العائلة فبلغ 35,089 دولارًا. وكان متوسط دخل الذكور 33,418 دولارًا مقابل 23,613 دولارًا للإناث. وسجل دخل الفرد الخاص بالمدينة 15,944 دولارًا. وكانت نسبة 20.6% من العائلات ونسبة 22.5% من السكان تحت خط الفقر، وكان من هؤلاء نسبة 37.5% تحت سن الثامنة عشر ونسبة 13.7% في الخامسة والستين من العمر وما فوق.

### تعداد عام 2010
بلغ عدد سكان نورث بورت 23,330 نسمة بحسب تعداد عام 2010، وبلغ عدد الأسر 9,430 أسرة وعدد العائلات 6,060 عائلة مقيمة في المدينة. في حين سجلت الكثافة السكانية 516.6 نسمة لكل كيلومتر مربع (1,338.0/ميل2). وبلغ عدد الوحدات السكنية 10,256 وحدة بمتوسط كثافة قدره 227.1 لكل كيلومتر مربع (588.2/ميل2).
وتوزع التركيب العرقي للمدينة بنسبة 68.41% من البيض و26.91% من الأمريكيين الأفارقة و0.26% من الأمريكيين الأصليين و1.06% من الأمريكيين ذوي الأصول الآسيوية و0.33% من سكان جزر المحيط الهادئ و1.96% من الأعراق الأخرى و1.08% من عرقين مختلطين أو أكثر و4.10% من الهسبانيون أو اللاتينيون من أي عرق.
بلغ عدد الأسر 9,430 أسرة كانت نسبة 32.6% منها لديها أطفال تحت سن الثامنة عشر تعيش معهم، وبلغت نسبة الأزواج القاطنين مع بعضهم البعض 45.2% من أصل المجموع الكلي للأسر، ونسبة 15.3% من الأسر كان لديها معيلات من الإناث دون وجود شريك، بينما كانت نسبة 3.8% من الأسر لديها معيلون من الذكور دون وجود شريكة وكانت نسبة 35.7% من غير العائلات. تألفت نسبة 29.6% من أصل جميع الأسر من عدة أفراد يعيشون في نفس المنزل ونسبة 9.6% كانت تتألف من شخص يعيش بمفرده يبلغ من العمر 65 عاماً أو أكثر. وبلغ متوسط حجم الأسرة المعيشية 2.40، أما متوسط حجم العائلات فبلغ 2.99.
بلغ العمر الوسطي للسكان 34.8 عاماً. وكانت نسبة 23.4% من القاطنين تحت سن الثامنة عشر، وكانت نسبة 10.6% بين الثامنة عشر والرابعة والعشرين عاماً، ونسبة 29% كانت واقعةً في الفئة العمرية ما بين الخامسة والعشرين والرابعة والأربعين عاماً، ونسبة 23% كانت ما بين الخامسة والأربعين والرابعة والستين، ونسبة 14% كانت ضمن فئة الخامسة والستين عاماً فما فوق. وتوزع التركيب الجنسي للسكان بنسبة 46.5% ذكور و53.5% إناث.

## أعلام
- روفوس ديل
- إيك بون